# Hyalopeziza rubefaciens
Hyalopeziza rubefaciens är en svampart som tillhör divisionen sporsäcksvampar, och som beskrevs av Lennart Holm och Kerstin Holm. Hyalopeziza rubefaciens ingår i släktet Hyalopeziza, och familjen Hyaloscyphaceae. Arten är reproducerande i Sverige.